# Camponotus luteiventris
Camponotus luteiventris é uma espécie de inseto do gênero Camponotus, pertencente à família Formicidae.